# Fairview (Oregon)
Pour les articles homonymes, voir Fairview.
Fairview est une municipalité américaine située dans le comté de Multnomah en Oregon. Lors du recensement de 2010, sa population est de 8 920 habitants.

## Géographie
La municipalité s'étend sur 3,58 milles carrés (9,27 km2), dont 0,49 milles carrés (1,27 km2) d'étendues d'eau.

## Histoire
Avant l'arrivée des européens au début du XIXe siècle, la localité de Nechocokee est habitée par des Chinooks. Au milieu du siècle, des colons s'y installent pour cultiver Ses terres et ses vergers. Le bourg est appelé Fairview (« belle vue ») en raison de la vue qu'il offre sur le Columbia. Fairview devient une municipalité le 11 mai 1908.

## Démographie
À l'image de l'est du comté de Multnomah, la ville se développe à partir de 1960 grâce à la périurbanisation de la région de Portland. Elle connaît sa plus forte croissance dans les années 1990, en raison de nombreux projets immobiliers. La population de Fairview est estimée à 9 290 habitants au 1er juillet 2016.
Le revenu par habitant était en moyenne de 25 270 dollars par an entre 2012 et 2016, en-dessous de la moyenne de l'Oregon (28 822 dollars) et de la moyenne nationale (29 829 dollars). Sur cette même période, 14,9 % des habitants de Fairview vivaient sous le seuil de pauvreté (contre 13,3 % dans l'État et 12,7 % à l'échelle des États-Unis).